# Przełęcz Karpnicka
Przełęcz Karpnicka – przełęcz na wysokości 475 m n.p.m., w południowo-zachodniej Polsce, w Sudetach Zachodnich, w Rudawach Janowickich.
Przełęcz położona jest w Rudawskim Parku Krajobrazowym, w północno-zachodniej części Rudaw Janowickich, około 1,5 km na północny wschód od centrum Karpnik.
Jest to przełęcz górska stanowiąca wyraźne, rozległe, głębokie siodło w bocznym grzbiecie Rudaw Janowickich, wcinające się między Góry Sokole po zachodniej stronie a właściwe Rudawy Janowickie po stronie wschodniej. Ma niezbyt strome zbocza i nieco łagodne podejścia. Podłoże przełęczy zbudowane jest z górnokarbońskiego granitu karkonoskiego, w którym spotyka się żyły aplitowe i kwarcowe. Obszar w okolicy przełęczy zajmują niewielkie połacie łąk górskich z ciekawą roślinnością. Dalsze otoczenie przełęczy oraz zachodnie i wschodnie skrzydło porastają niewielkie lasy. Przełęcz stanowi punkt widokowy, z którego roztacza się panorama Rudaw Janowickich, Gór Sokolich i Karpnik. W sąsiedztwie przełęczy po północno-zachodniej stronie położone jest wzniesienie Sokolik. Przez przełęcz przechodzi droga lokalna z Janowic Wielkich do Karpnik.
Przełęcz nosi nazwę od miejscowości Karpniki, położonej po południowo-zachodniej stronie przełęczy.

## Turystyka
Poniżej przełęczy znajduje się parking. Powyżej, na zboczu Krzyżnej Góry stoi schronisko PTTK „Szwajcarka”.
Przez przełęcz prowadzą szlaki turystyczne:
 – niebieski fragment szlaku prowadzący z Trzcińska na Skalnik przez Wołek.
 – zielony fragment Szlaku Zamków Piastowskich prowadzący z Wojanowa na Zamek Bolczów.